# Deutscher Ostmarkenverein
De Deutscher Ostmarkenverein was een Duitse radicale, extreem-nationalistische en xenofobische organisatie. Haar belangrijkste doelen waren de bevordering van de verduitsing van de Polen in Pruisen en de vernietiging van de Poolse identiteit in hun woongebieden, de Pruisische oostprovincies. De organisatie werd in 1934 op last van Adolf Hitler opgeheven en vervangen door de nationaalsocialistische Bund Deutscher Osten.

## Achtergrond

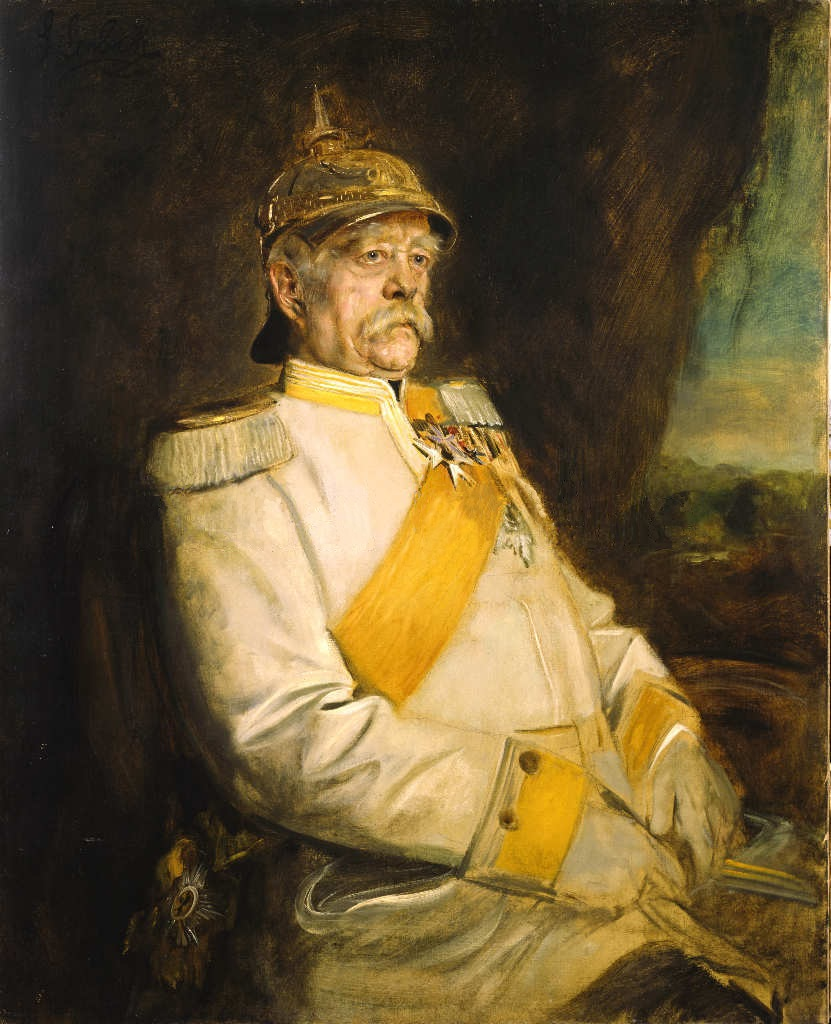
Otto von Bismarck

De voorheen Poolse provincies West-Pruisen en Posen waren tussen 1772 en 1814 in het koninkrijk Pruisen opgenomen. Aanvankelijk werd een tweetalig bestuur in stand gehouden maar de druk om naar een nationale staat met één bestuurstaal - het Duits - toe te groeien werd groter, vooral na de actieve deelname van Polen uit de genoemde provincies int de opstanden tegen het Russisch gezag in de overige delen van Polen. De Russische tsaren eisten van de Pruisische koningen solidariteit in het onderdrukken van deze 'bedreiging' van het Europese statensysteem zoals dat in 1815 in Wenen was vastgelegd. Na de Duitse eenwording in 1870 werd de Poolse aanwezigheid in Pruisen temeer een probleem toen de Pruisische Polen zich politiek gingen organiseren en met andere nationale minderheden als Elzassers, Lotharingers en Denen een op nationale rechten afgestemd gemeenschappelijk programma zochten te formuleren. Bij de 'Pruisische' Polen werd het probleem van de Duitse nationale staatsvorming urgenter toen na 1870 de nieuwe Duitse staat ook in conflict kwam met hun kerk: de Rooms-Katholieke Kerk, die weigerde om haar gezag over het onderwijs en over de benoeming van geestelijken te delen met de staat. Dat leidde tot de zogenaamde Kulturkampf in de jaren zeventig en tachtig die overigens ook in Frankrijk speelde en ook daar tot de opheffing van kloosterorden en hun onderwijsinstellingen voerde. In Duitsland werden verantwoordelijke bisschoppen en ook politiek actieve dorpsgeestelijken gedwongen de uitoefening van hun ambt op te geven. Na het midden van de jaren negentig, toen na concessies door Rome de strijd werd gestaakt, werd ze in het oosten voortgezet want daar had de katholieke geestelijkheid de taak op zich genomen om met de zielzorg het Poolse nationale bewustzijn te beschermen en te bevorderen. Inmiddels was het aantal Duitstaligen - in Posen een derde en in West-Pruisen twee derde van de bevolking - in de loop van de eeuw gestaag afgenomen en zag de regering in Berlijn een 'nationaal probleem' groeien. Zij besloot het Pools te verbieden in het openbaar bestuur, het verenigingswezen en het onderwijs, hoewel zij het in de kerk onaangetast moest laten. Ook de emigratie van Duitstaligen - boeren maar vooral ambtenaren - werd naar deze streken bevorderd maar dat vergrootte voorlopig de tegenstellingen. Een en ander vond plaats tegen de achtergrond van de vestiging van een Duits koloniaal imperium.
De Poolse kwestie bleef tot zijn pensionering belangrijk voor von Bismarck, die de Kulturkampf en ook de beperking van het gebruik van de Poolse taal als beleidsdoelen van de hoogste prioriteit had geïntroduceerd. Met het einde van von Bismarck's heerschappij en de benoeming van zijn opvolger Leo von Caprivi in 1890, werd de nadruk minder op het germaniseringsproces gelegd. De uitwijzing van tienduizenden Poolse arbeiders vanuit de Russische en Oostenrijkse provincies van Polen, waarvan Duitse grootgrondbezitters en industriëlen profiteerden omdat Polen lage lonen accepteerden en zich politiek afzijdig hielden, werd door de conservatieven in Berlijn niet toegejuicht, terwijl de beconcurreerde Duitse arbeiders deze maatregel juist steunden.

## Ontstaansgeschiedenis

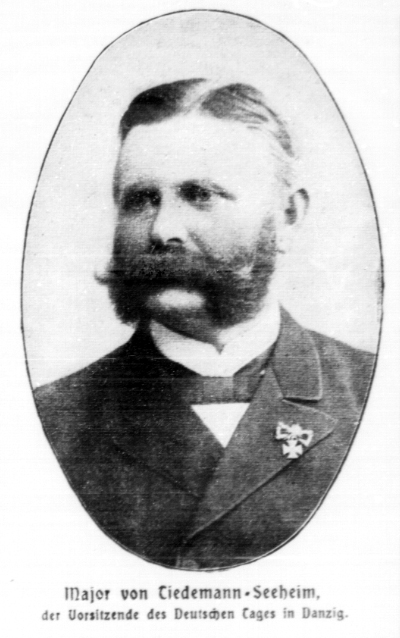
Heinrich von Tiedemann-Seeheim

In dit maatschappelijke milieu werden een aantal nationalistische organisaties en belangenorganisaties onder de zogenoemde Nationale Verbände opgericht. Veel landeigenaren vreesden dat hun belangen door deze organisaties niet goed genoeg vertegenwoordig zouden worden. De agrarische oppositie, geleid door Ferdinand von Hansemann en andere grootgrondbezitters, organiseerde op 16 september 1894 een mars van 1700 landeigenaren uit Posen naar het landhuis van Otto von Bismarck bij Varzin. Hiermee wilde de organisatoren Von Bismarck tot een zichtbare symbool in een grote demonstratie maken, de Duitse populatie in de Ostmark verenigen in een groter front, het patriotisme aanwakkeren, de belangen van Oost-Pruisen voor het hele Duitse Rijk zichtbaar maken en bovendien te fungeren als een waarschuwing aan het adres van de Rijkskanselarij en het Keizerlijke Paleis.
In navolging van deze manifestatie, besloten Ferdinand von Hansemann, Hermann Kennemann en Heinrich von Tiedemann om op 3 november 1894 de Verein zur Förderung des Deutschtums in den Ostmarken in Posen op te richten. De naamswijziging naar Deutscher Ostmarkenverein vond in 1899 plaats. De organisatie stond onofficieel bekend als H-K-TVerein, naar de achterletters van de drie oprichters. Aanhangers van de organisatie werden daarom (vooral door de Polen) ook Hakatisten genoemd. Het motto van de Hakatisten was: 

Euch gegenüber steht der gefährlichste, verbissenste und fanatischste Feind deutschen Wesens, deutscher Ehre und deutschen Ansehens in der Welt: Das Polentum.

Tijdens de openingsvergadering in 1894 werd een vergaderingsamenstelling en een algemeen comité bestaande uit 227 leden, waaronder 104 uit de provincie Posen en de provincie West-Pruisen en nog 113 uit andere delen van het Duitse rijk, gekozen.
Het hoofdkwartier in Posen verhuisde in 1896 naar Berlijn. Vijf jaar later stond het ledenaantal op 21.000 en in 1913 op 48.000, hoewel een aantal auteurs beweren dat het ledenaantal toen op 220.000 stond.
In tegenstelling tot veel vergelijkbare nationalistische organisaties die in die periode werden opgericht, genoot de Ostmarkenverein relatief nauwe banden met de regering en het lokale bestuur, waardoor de organisatie grotendeels succesvol was. De Ostmarkenverein verzette zich wel tegen Rijkskanselier Theobald von Bethmann Hollweg, die streefde naar modus vivendi met de Polen, en Leo von Caprivi's beleid van versoepeling van anti-Poolse maatregelen. Hoewel van beperkte betekenis en vaak overschat, vormde de organisatie een belangrijk onderdeel van het Duitse antidemocratische pluralistische deel van het politieke landschap van het wilhelminische tijdperk. De beweging onderhield nauwe banden met zowel de Deutschkonservative Partei als Nationalliberale Partei. Acht van de 30 Reichstag-afgevaardigden die tussen 1894 en 1908 bij de Ostmarkenverein hoorden, waren leden van de Deutschkonservative Partei.

## Standpunten
Officieel was het doel van de Ostmarkenverein om "het Duits nationalisme in de Ostmark te versterken en verenigen door de heropleving en consolidatie van het Duitse nationale gevoel en de economische versterking van het Duitse volk in het gebied te stimuleren". Echter, bleken deze doelen in de realiteit meer van anti-Poolse aard, namelijk de bevordering van verduitsing omdat de Polen een bedreiging vormden voor de Duitse nationale en culturele integriteit en de veiligheid van de grenzen in het oosten. De vijandigheid die de door velen Hakatisten voor de Polen voelden was gebaseerd op ras. Hoewel Von Bismarck vijandig tegenover het Poolse beleid van Leo von Caprivi stond en nooit een goed woord over de Polen gesproken heeft, was zijn animositeit gebaseerd op staatsredenen en niet op raciale vooroordelen. De Haketisten waren hier van op de hoogte en bagatelliseerden regelmatig Von Bismarck's "ouderwetse noties". Ondanks dit gegeven onderhielden de Haketisten en Von Bismarck nauwe banden.
De propagandistische redenering achter de vorming van de Ostmarkenverein werd gepresenteerd als een nationale Pools-Duitse strijd om de nationaal niet loyale Polen te assimileren. Er werd geargumenteerd dat het Duitse volk twee keuzes had: of de Polen worden met succes verduitst of de Duitsers in het oosten zullen gepoloniseerd gaan worden. tussen "oostelijke barbaarsheid" en de "Europese cultuur".

## Organisatie
De Ostmarkenverein was georganiseerd rondom de persoonlijke leiderschap van Heinrich von Tiedemann. Deze organisatie werd gekenmerkt door aanmatigend autocratische centralisme. Al het verkeer binnen de administratie ging door zijn handen, inclusief de relaties met de overheid en die met de provinciale secretariaten in Posen, Graudenz, Königsberg en Breslau. Hij drong aan op de strikte onderschikking van de voltijdse officieren en hield er een obsessieve verplichting tot geheimhouding op na. Hij beschouwde de afdelingsvoorzitters als loutere agenten van zijn wil en tolereerde nauwelijks enig autonoom lokaal initiatief.

## Sociale basis
De sociale basis van de pas opgerichte organisatie in 1894 was breed en omvatte een groot aantal mensen. Ongeveer 60% van de vertegenwoordigers van gebieden in Duitsland die voornamelijk door Polen werden bewoond, waren de Pruisische jonkers, de aangelande aristocratie, meestal met oude feodale wortels. De rest bestond uit alle groepen Duitsers uit de middenklasse; ambtenaren (30%), leraren (25%), handelaars, ambachtslieden, protestantse priesters en griffiers.
De leiderschap van de organisatie kwam uit een milieu van Pruisische jonkers en landeigenaren. Echter kwam juist uit deze hoek de meeste weerstand. In eerste instantie hadden de conservatieven van de Pruisische aristocratie hun bedenkingen over de organisatie, maar zij werd in de loop van de tijd actief tegengewerkt door velen van hen. De Ostmarkenverein verzette zich tegen elke immigratie van Polen van het Russische Polen naar Pruisen, terwijl de jonkers juist geld verdienden door seizoensarbeiders vanuit het Russische deel van Polen aan te trekken. Ook de Duitse boeren die voor nieuw opgerichte dorpen in het oosten werden aangeworven door de Königlich Preußische Ansiedlungskommission in den Provinzen Westpreußen und Posen profiteerden rechtstreeks van de 'Polenpolitik'. In de praktijk hadden Polen en Duitsers veel belangen gemeenschappelijk en negeerden zij de nationaal-principiële doelstellingen van de Hakatisten en hun Ostmarkenverein. Een rooms-katholieke minderheid onder de Duitsers, deels tweetaligen, gedroeg zich in feite 'bi-nationaal'.
Dit maakte de Ostmarkenverein tot een organisatie die voornamelijk werd gevormd door de Duitse bourgeoisie en de middenklasse-ambtenaren van het lokale bestuur en niet de Pruisische jonkers. Andere opvallende groep aanhangers waren de lokale ambachtslieden en zakenlui, wier belangen in gevaar waren gebracht door de Poolse Organische Arbeit. De leden kwamen voort uit alle lagen van de Duitse maatschappij:
26,6%: Ambtenaren

17,6%: Vakmensen

15,7%: Ondernemers

14%: Leerkrachten

10,7%: Landeigenaren

6,5%: Andere beroepen

4,2%: Geestelijkheid

2,7%: Legerofficieren

1,3%: Werklozen

0,7%: Huurders

## Invloeden op de maatschappij

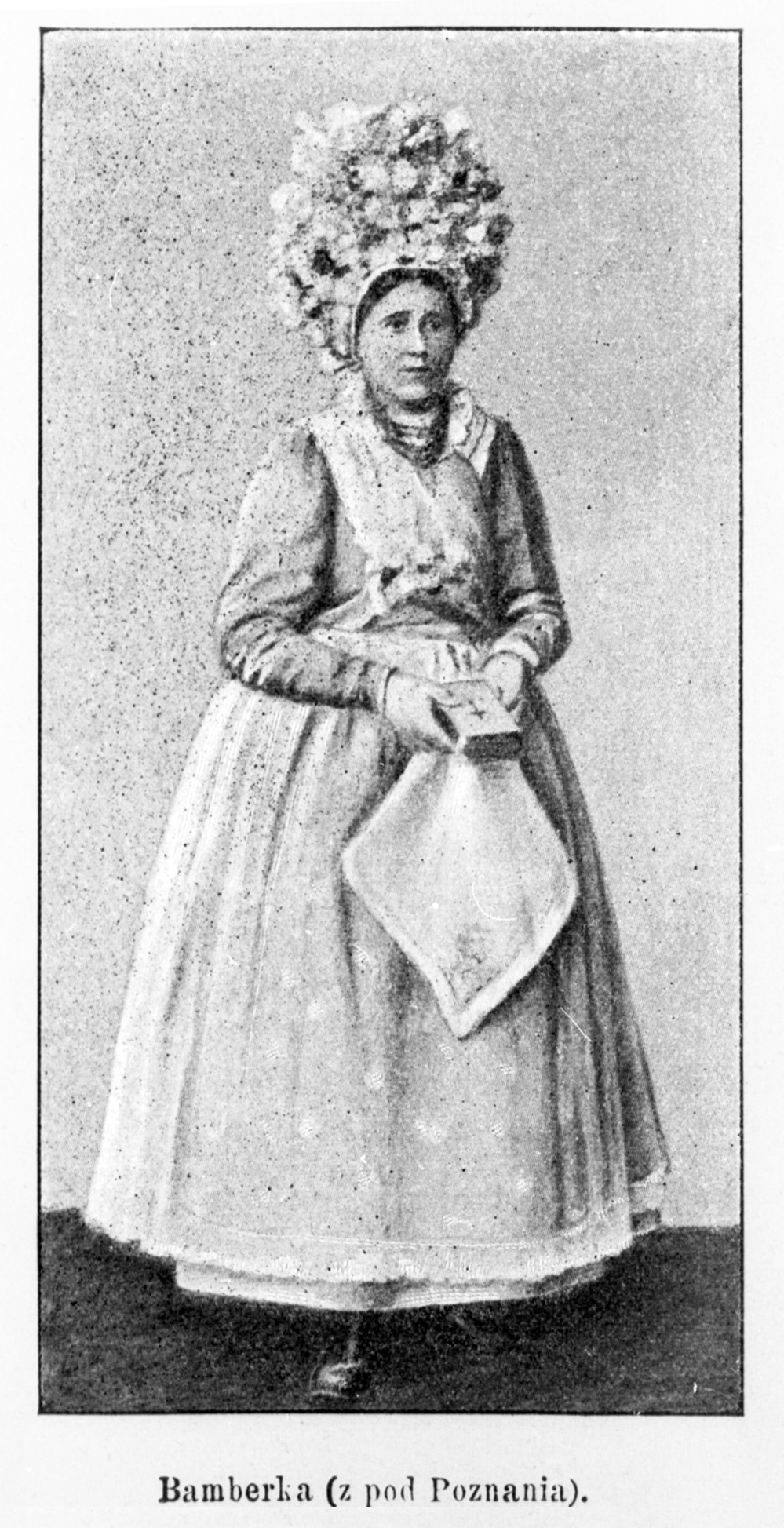
vrouw in traditionele Duitse kleding. Posen, circa 1902. Het betrof hier de bewoners van voorheen Duitstalige dorpen, die in het begin van de 19de eeuw door de katholieke kerk en haar onderwijs waren gepoloniseerd. Zij werden in de Duitse propaganda als voorbeeld tentoongesteld om te waarschuwen tegen de 'dreigende polonisering'.

Met beperkt lokaal succes en steun, functioneerde de Ostmarkenverein in de eerste plaats als een landelijke propaganda- en belangenorganisatie. Haar persorgaan, Die Ostmark, was een van de belangrijkste informatiebronnen over de Poolse kwestie voor het Duitse publiek en vormde de nationaal-conservatieve opvattingen over het etnische conflict in de oostelijke gebieden van Duitsland. De organisatie opende ook een aantal bibliotheken in de door Polen gedomineerde gebieden, waar het de literaire productie van boeken en romans ondersteunde die een agressieve opstelling tegen de Polen bevorderden. De populaire Ostmarkenromane beeldden Polen af als niet-wit en worstelden om een tweedeling dichotomie af te beelden tussen "zwarte" Polen en "witte" Duitsers.
Het beperkte zich echter niet tot louter culturele strijd om de heerschappij, maar promootte ook een fysieke verwijdering van de Polen van hun land om ruimte te maken voor de Duitse kolonisatie. De druk van de Ostmarkenverein zorgde er inderdaad voor dat de regering van von Caprivi zich steviger opstelde tegenover de Polen. Het verbod op Poolse scholen werd opnieuw ingevoerd en alle lessen moesten in het Duits worden gedaan. Het verbod werd ook gebruikt door de Duitse politie om de Poolse vakbondsbeweging lastig te vallen, omdat zij alle openbare vergaderingen interpreteerden als educatieve ondernemingen.
Een belangrijk punt was de kolonisatie van landbouwgebied: de organisatie ondersteunde actief het nationalistische beleid van germanisering door grond op te kopen van grootgrondbezitters en daarop dorpen te stichten voor Duitse boeren. Overigens was een kwart van deze boeren afkomstig uit de beide provincies zelf en een derde kwam uit Duitse dorpen in Russisch en Oostenrijks Polen. In totaal werden 250 dorpen opgericht voor 22.000 boerenfamilies wat het totale aantal Duitse 'kolomisten' op 150.000 bracht. 
Voor hun vestiging was 460.000 ha. landbouwgrond opgekocht van Poolse en ook van Duitse grootgrondbezitters. De kosten daarvoor beliepen een miljard Goldmark uit de Rijkskas. Daarmee werd het aantal Duitsers statistisch overigens niet meer dan op peil gehouden. Na de Eerste Wereldoorlog,in 1919, toen beide provincies grotendeels bij het nieuwe Polen werden gevoegd, zijn de dorpen en hun grond door de Poolse staat geconfisqueerd. De enorme staatsinvesteringen in huizen, kantoren, kerken, scholen, wegen, kanalen gingen voor Duitsland verloren. Ook de boerenkolonisten verloren hun grond tenzij ze eigendomspapieren erkend kregen door het internationale gerecht van de Volkenbond en een claim konden indienen.
Sinds 1905 heeft de organisatie ook voorgesteld en gelobbyd voor een wet die gedwongen uitzetting van Poolse eigenaars van land mogelijk zou maken. In 1908 werd de wet uiteindelijk onder voorbehouden van noodzakelijke staatsveiligheid aangenomen. Het bleef echter in de daaropvolgende jaren op papier, waarop de Ostmarkenverein reageerde met grootschalige propagandacampagnes in de pers. De campagne bleek succesvol te zijn en op 12 oktober 1912 vaardigde de Pruisische regering een decreet uit waarbij Poolse huiseigenaren eveneens bij een bedreiging van de staatsveiligheidin zouden kunnen worden uitgezet. Ook die wet bleef voorlopig op papier omdat het juridisch aantonen van dit gevaar onhaalbaar bleek.

## De Polen

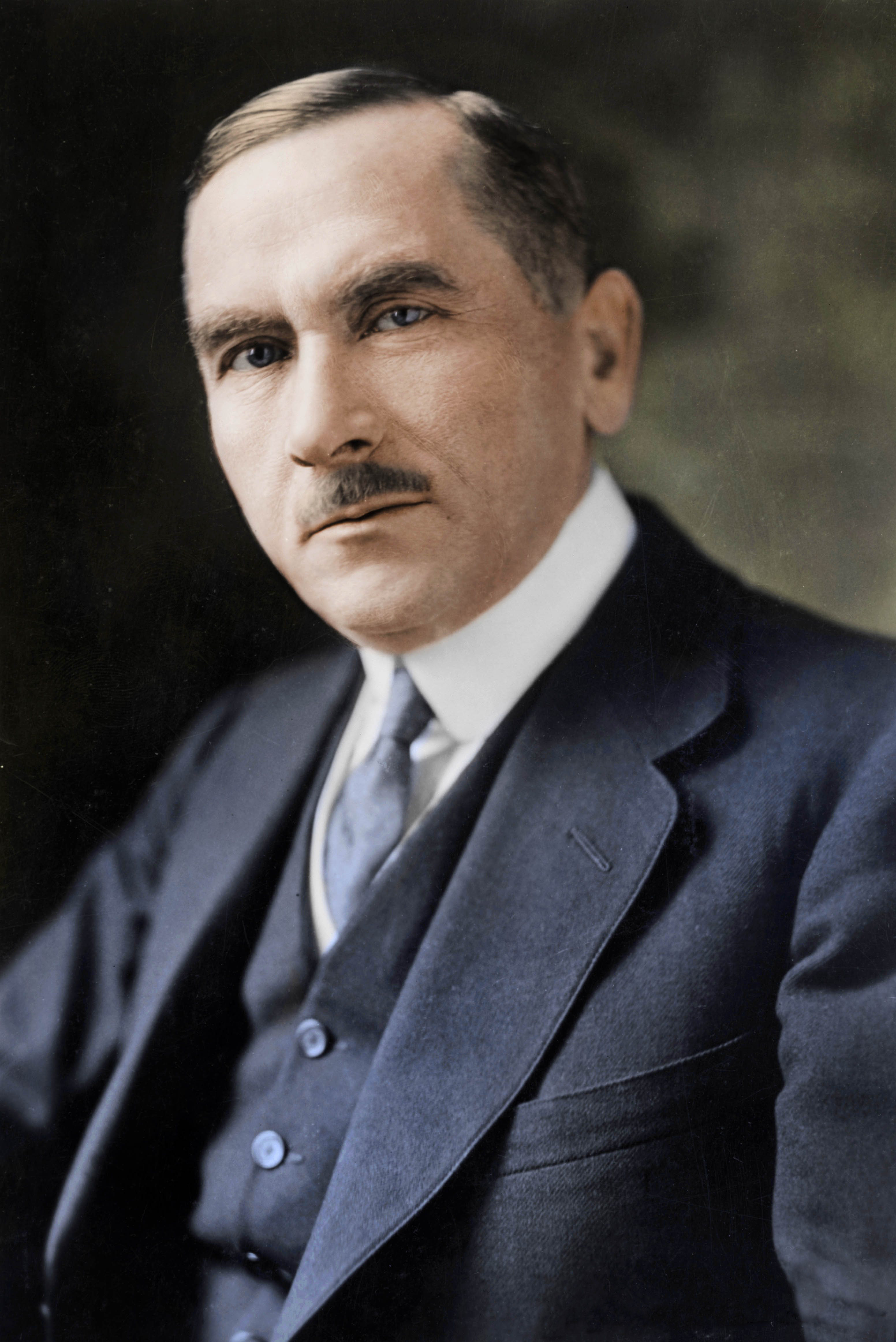
Roman Dmowski

De Polen waren onder de Duitse overheersing slachtoffer van systematische discriminatie en onderdrukking. In de woorden van de schrijver Czubiński:
Tot 1870 maakten Polen in de twee Provincies en ook in Oost-Pruisen en Opper-Silezië deel uit van de bevolking van het koninkrijk Pruisen. Met de eenwording werden zij een deel van de nationaal homogene Duitse staat en daarin een nationale minderheid. Uit de Poolse hoek was er veel weerstand tegen de Hakatisten, die voor ogen hadden om de Poolse cultuur te vernietigen. Als een gevolg van de externe druk begonnen de Polen die in het Duitse Rijk woonden zichzelf te organiseren om de Germanisering het hoofd te bieden. Bovendien werd de belangrijkste oppositie aan de Poolse kant de middenklasse in plaats van de aristocratie, waardoor het Poolse verzet versterkt werd en het nationale sentiment in de Poolse samenleving is geïntensiveerd, en met Franse steun werd geregisseerd door met name de Poolse Nationaal-Democratische Partij van Roman Dmowski en Wojciech Korfanty.
De discriminatie en onderdrukking vormden een voedingsbron voor het Poolse nationalisme. Aan de vooravond van de Eerste Wereldoorlog liep het nationalisme aan beide zijden hoog op en werden de liberale politici die op zoek waren naar een compromis met het Duitse rijk als verraders gezien, terwijl Duitse politici die de agressieve retoriek aan beide zijden probeerden af te remmen aangevallen werden door de Hakatisten. De anti-Pruisische sentimenten vlamden kort voor het einde van de Eerste Wereldoorlog op en uitten zich uiteindelijk in wat genoemd werd de Groot-Poolse opstand.

## Interbellum

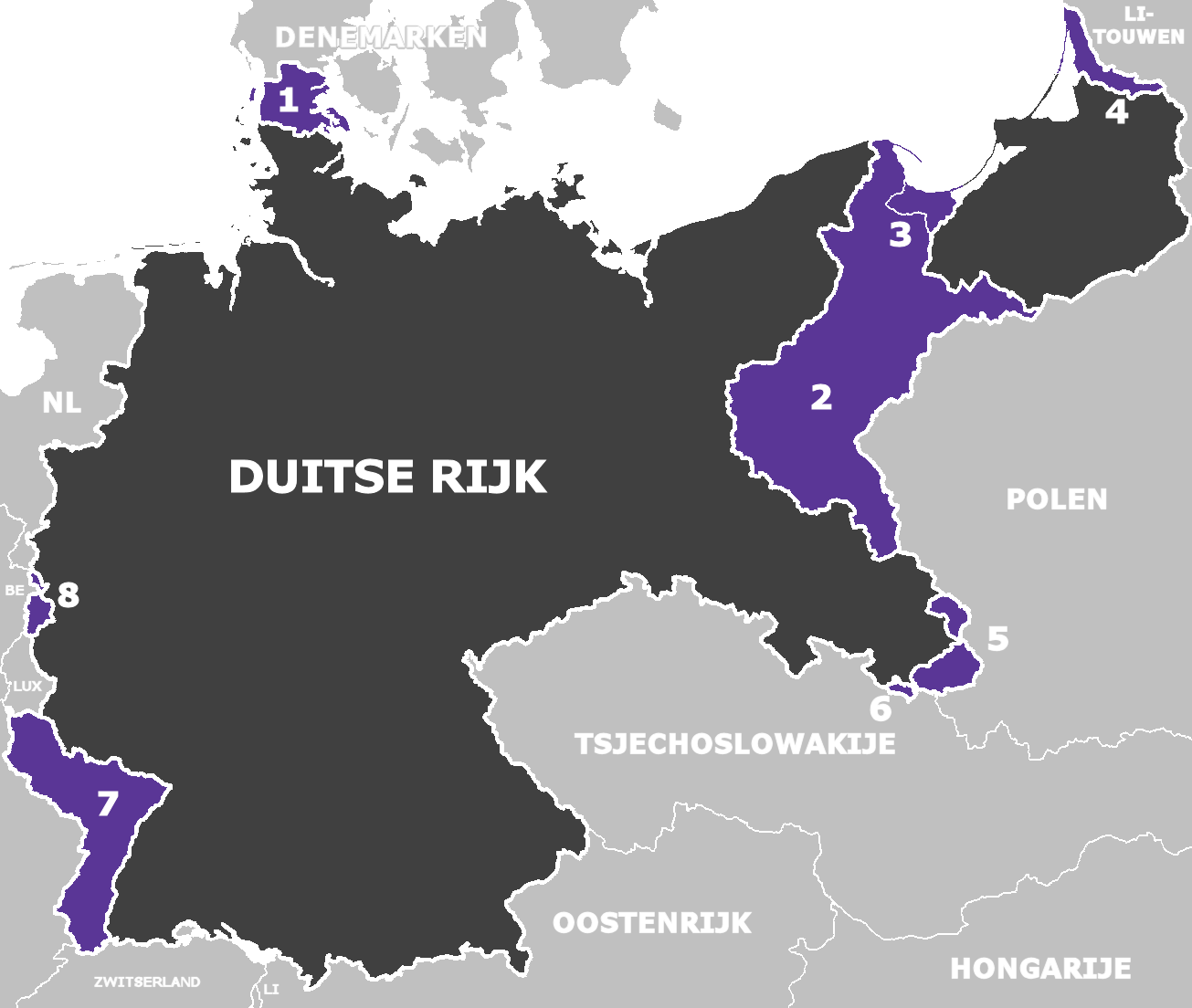
Door het Duitse Rijk afgestane gebieden
2. Posen en West-Pruisen (grotendeels): aan Polen

De gebieden die Duitsland na het Verdrag van Versailles moest afstaan en de onteigeningen die het nieuwe Polen doorvoerde wakkerde Duits politiek revisionisme aan.
Sommige Hakatisten sloten zich aan bij de Deutsche Vereinigung (Duitse Vereniging), een organisatie die de belangen van de Duitsers die nu onder Pools gezag kwamen verdedigde. De Hakatisten sloten zich daarbij aan; zij hoorden bij degenen die al in 1918 naar het westen vertrokken, terwijl andere Duitsers voorlopig in de door Polen geannexeerde gebieden bleven en daar op last van de Volkenbond formeel als minderheid erkend werden. In de praktijk werden ze echter zodanig gediscrimineerd dat de meesten - ongeveer 800.000 - van hen ook besloten te vertrekken omdat zij geen middelen van bestaan meer hadden na het wegvallen van hun ambtelije functies. 
Heinrich von Tiedemann deed in januari 1920 afstand van zijn voorzitterschap en maakte plaats voor generaal Ernst von Wrisberg. Hoewel de eerder genoemde Ostmarkenverein haar hoofdmotivering had verloren omdat Duitsland geen invloed meer had op de gebieden van de Republiek Polen, bleef het bestaan in een rompvorm. Vanuit Berlijn probeerde de organisatie de regering van de Weimarrepubliek te dwingen de dreiging van represailles tegen de overgebleven Poolse minderheid in Duitsland te gebruiken om verdere concessies voor de Duitse minderheid in Polen te winnen. De naoorlogse regering van Gustav Stresemann verwierp echter meestal deze smeekbeden omdat er veel meer Duitsers in Polen waren dan Polen in Duitsland, en een dergelijke leer-om-leer tactiek de Duitse zijde meer zou schaden. De organisatie bleef daarna gevestigd in Berlijn en hield zich vooral bezig met perscampagne en retoriek. De organisatie werd op last van Adolf Hitler in 1934 ontbonden. Een soortgelijke organisatie werd een jaar eerder door de Nazi's in het leven geroepen: Bund Deutscher Osten.

## Tweede Wereldoorlog

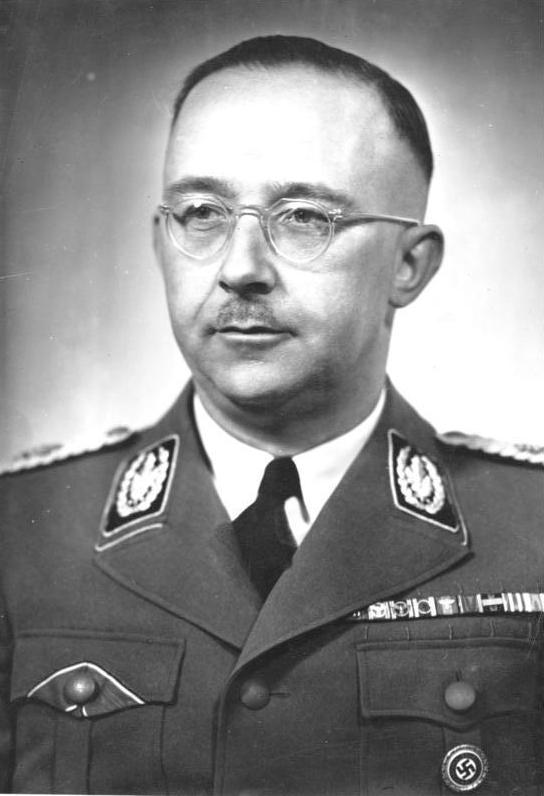
Heinrich Himmler

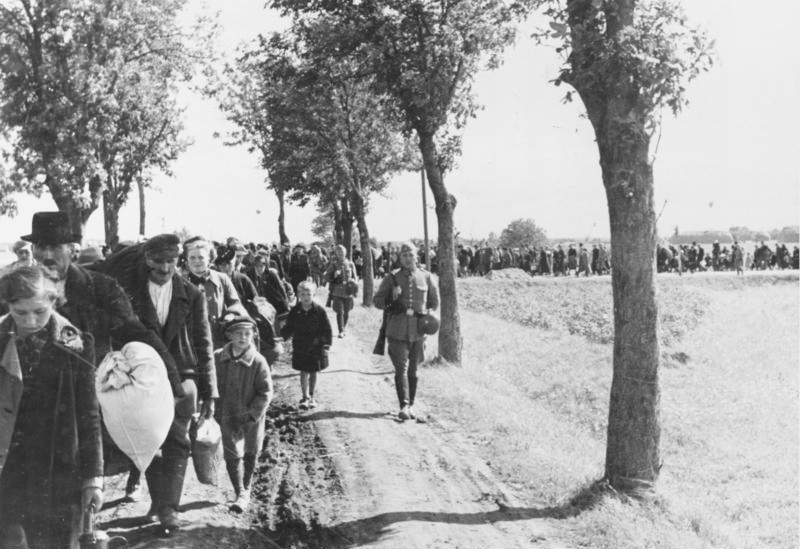
Deportaties van Polen uit Wartheland

Op 22 augustus 1939 zei Adolf Hitler in een toespraak het volgende over wat in zijn optiek met Polen moest gebeuren:

(...)De vernietiging van Polen heeft prioriteit. Het doel is om actieve strijdkrachten uit te schakelen en niet om een definitieve lijn te bereiken (...) Sluit uw hart voor medelijden. Handel meedogenloos. Tachtig miljoen mensen moeten bemachtigen wat hun toekomt. Hun bestaan moet veiliggesteld worden. De sterkere man heeft altijd gelijk. De grootste hardvochtigheid."

Tijdens de Duitse invasie van Polen op 1 september 1939 vormden de Hakatisten de harde kern van de vijfde colonne en werden gemilitariseerd onder de noemer Volksdeutscher Selbstschutz. Groot-Polen werd tijdens de Duitse bezetting van Polen geannexeerd als onderdeel van de Rijksgouw Wartheland. Enkele straten in Poznań werden naar de oprichters van de Ostmarkenverein hernoemd: Hansemannstrasse (voorheen ul. Płowiecka), Kennemannstrasse (voorheen ul. Podkomorska) en Tiedemannstrasse (voorheen ul. Podstolińska). De Duitse bezettingsmacht ging over op etnische zuivering: massamoorden, deportaties en meedogenloze terreur om alles wat Pools was uit te roeien. Op deze manier probeerden de Duitsers de provincie voor altijd Duits te maken. De Volksdeutsche Selbstschutz was betrokken bij de eerste massamoorden tegen Polen. De veteranen uit de opstand werden in het bijzonder vervolgd en werden soms standrechtelijk geëxecuteerd. Veel veteranen kwamen in het concentratiekamp Mauthausen-Gusen terecht.
Heinrich Himmler stond aan het roer als het ging om de vernietiging van het Poolse volk. De oorlog die het Nazi-leiderschap in Polen voerde kan tot een zekere hoogte gezien worden als een rassenoorlog.  Himmler gaf op 3 september 1939 in reactie op een gerucht van een ophanden zijnde Poolse opstand het bevel voor de oprichting van Einsatzgrupp z. b.V. Deze eenheid kreeg het bevel om alle gewapende Poolse 'bandieten' standrechtelijk te executeren. Toen er geen sprake bleek te zijn van een opstand, benoemde Himmler SS-Obergruppenführer Udo von Woyrsch tot 'Speciale Politiecommandant' en gaf hem het bevel om alle "Poolse bandieten te ontwapenen en uit te schakelen". Ongeveer een half miljoen Duitsers die na 1919 waren vertrokken keerden in 1939 terug en vormden de kern van het nazi-Duitse gezag. De Poolse bovenlaag - intellectuelen - werden geïnterneerd en de meesten van hen verloren hun leven. De autochtone Polen, die vóór 1919 Duits staatsburger waren geweest, werden na fysiek en psychologisch rasonderzoek ingedeeld in verschillende niveaus van 'Duitsheid'. De hoogste niveaus met eveneens een aantal van een half miljoen werden geschikt geacht om op termijn het volledige Duitse staatsburgerschap te verwerven. De middencategorie kreeg geen volledige rechten, moest zich in arbeidsdienst laten opnemen en was beperkt in zijn mobiliteit. De laagste niveaus moesten verdwijnen. Begin 1945 vluchtten de Duitsers, samen met Polen die zich 'verduitst' hadden, uit het 'Ostmarken'gebied naar het Westen en moesten Polen die daar wilden blijven verantwoording afleggen over hun collaboratie. Een aantal werd ter dood veroordeeld maar na het uitzitten van een straf konden de meesten onder restricties weer opgenomen worden in de na-oorlogse Poolse samenleving.  
Poolse onderzoekers van het Instytut Pamięci Narodowej hebben een schatting gemaakt van ongeveer 800.000 etnisch-Poolse slachtoffers tijdens de Duitse bezetting, waaronder:
- 400.000 in gevangenissen
- 148.000 in (massa) executies
- 240.000 onder gedeporteerd naar concentratiekampen, waarvan 70-75.000 in KZ Auschwitz.[34]

Overigens werden een miljoen etnische Polen gedwongen opgenomen in de 'Deutsche Volksliste' (een stamboek) en daarmee kwamen ze in dienst van het nazistische bezettingsapparaat. 
Uit datzelfde onderzoek komt naar voren dat 200.000 Poolse kinderen, niet alleen uit de 'Ostmarken' maar uit alle bezette gebieden, in het kader van Generalplan Ost zijn ontvoerd om door Lebensborn germaniseerd te worden.

## Belangrijke leden
- Heinrich von Tiedemann: Mede-oprichter, voorzitter (1894-1920)
- Hermann Kennemann: Mede-oprichter
- Ferdinand von Hansemann: Mede-oprichter
- Ernst von Wrisberg: Voorzitter (1920-1927)
- Joachim Nehring: Plaatsvervangende voorzitter (tot 1933)
- Ernst Hunkel: Perswoordvoerder (tot 1914)
- Albert Brackmann
- Franz Lüdtke

## literatuur
- Rauschning, H.  1930   Die Entdeutschung Westpreußens und Posens. Zehn Jahre polnischer Politik, Reimar Hobbing Verlag. Berlijn.
- Baier, R.  1980  Der Deutsche Osten als soziale Frage, Verlag H. Bohlau Nachfolger. Keulen en Wenen.
- Neubach, H.  1986  Die Nationalitätenverhältnisse in der Provinz Posen im Spiegel der letzten Reichstagswahlen vor dem Ersten Weltkrieg (1912), In: Zeitschrift für Ostforschung XXXV, S. 140-159, Verlag Johann Gottfried Herder Institut. Marburg an der Lahn.
- Schot,  B.  1988  Nation oder Staat? Deutschland und der Minderheitenschutz. Verlag Johann Gottfried Herder Institut. Marburg an der Lahn.
- Balzer, B.  1990   Die preuβische Polenpolitik, 1894-1908 und die Haltung der deutschen konservativen und liberalen Parteien (unter besonderer Berücksichtigung der Provinz Posen), Verlag Peter Lang.Frankfurt am Main, Bern, New York en Parijs.
- Blanke, R.   1993   Orphans of Versailles. The Germans of Western Poland, 1918-1939. The University Press of Kentucky. Lexington.
- Krekeler, N.   1995   Die deutsche Minderheit in Polen und die Revisionspolitik des Deutschen Reiches, 1919-1933. In: W. Benz (Hrsg.) Die Vertreibung der Deutschen aus dem Osten. Ursachen, Ereignisse, Folgen, S. 16-32, Fischer Taschenbuch Verlag. Frankfurt am Main.
- Oldenburg, J. 2002  Der Deutsche Ostmarkenverein 1894–1934. Logos, Berlin (dissertatie).
- Neutatz, D. en V. Zimmermann (Hrsg.) 2006  Die Deutschen und das östliche Europa. Aspekte einer vielfältigen Beziehungsgeschichte. Festschrift für Detlef Brandes zum 65. Geburtstag, S. 317–333, Klartext, Essen.

Zie ook: 